# 玉蟾街道
玉蟾街道是中华人民共和国四川省泸州市泸县下辖的一个街道办事处。

## 行政区划
玉蟾街道下辖以下村级行政区划单位：
龙桥社区、西苑社区、朝阳社区、怡园社区、建设社区、祥和社区、清溪社区、工矿社区、清平社区、康桥社区、水竹林村、九曲河村、白龙塔村、玉蟾村、小马滩村、古二井村、马溪河村、黄金村、神龙村、龙朝村、代桥村和龙华村。